# عائلة هيلدا
| طروادة المشتري | حزام الكويكبات | كويكبات هيلدا |

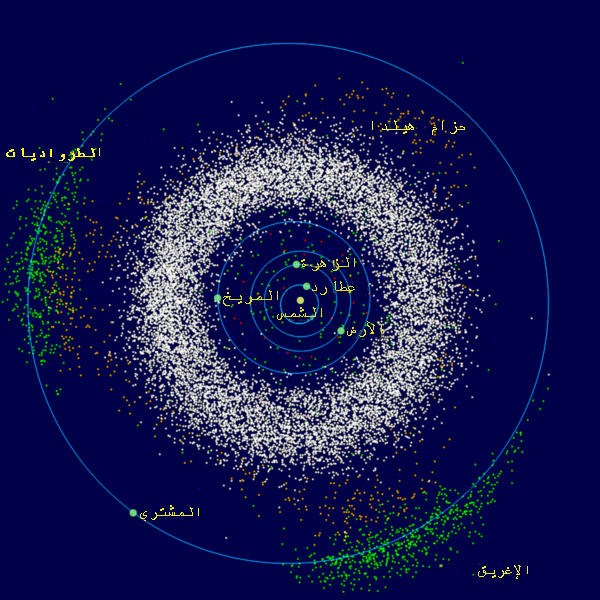
طروادة المشتري أمام و وراء كوكب المشتري على طول مساره المداري، وحزام الكويكبات بين المريخ والمشتري، وكويكبات هيلدا.

عائلة هيلدا أو الهيلدية Hildian asteroids هي مجموعة ديناميكية من الكويكبات في رنين مداري 3: 2 مع كوكب المشتري. تتحرك كويكبات هيلدا في مداراتها البيضاوية بحيث يضعها أوجها قبالة كوكب المشتري (في L3)، أو 60 درجة قبل أو وراء كوكب المشتري في نقاط لاغرانج L4 و L5 .

## خصائص المدار
تقع كويكبات هيلدا في حزام الكويكبات وتتحرك قبالة كوكب المشتري (في L3)، أو 60 درجة قبل أو وراء كوكب المشتري في نقاط لاغرانج L4 وL5 وفي أكثر من ثلاث مدارات متتالية كل كويكبات هيلدا تقترب من كل هذه النقاط الثلاث بالتسلسل. نصف المحور الرئيسي لمدارات عائلة هيلدا ما بين 3.7 وحدة فلكية- 4.2 وحدة فلكية، وانحراف مدارتها أقل من 0.3، وميلها المداري أقل من 20 درجة.
كويكبات هيلدا ليست عائلة كويكبات حقيقية، لأن أعضاء العائلة غير مرتبطة ماديا، ولكنها تتشارك في العناصر المدارية .
كويكبات هيلدا لها رنين مداري 2:3 مع كوكب المشتري 
حيث يستغرق كوكب المشتري 11.9 سنة للدوران حول الشمس في حين هيلدا يستغرق 7.9 سنة. كوكب المشتري يدور حول الشمس مرتين في كل 3 مدارات لكويكب لهيلدا وهناك أكثر من 1100 جرم آخر معروف لها رنين مداري 2:3 مع كوكب المشتري.

## التسمية
عائلة كويكبات هيلدا تستمد تسميتها من الكوكيكب 153 هيلدا وهو كويكب خافت كبير يقع في حزام الكويكبات.الرئيسي يبلغ قطره 170 كم اكتشف من قبل الفلكي النمساوي يوهان بليسا في 2 نوفبر 1875 في مرصد البحرية النمساوية في مدينة بولا
وقد تم اختيار اسم هيلدا من فبل عالم الفلك النمساوي تيودور فون، الذي أطلق عليه اسم هيلدا باسم إحدى بناته.